# Forêt nationale d'Ocala

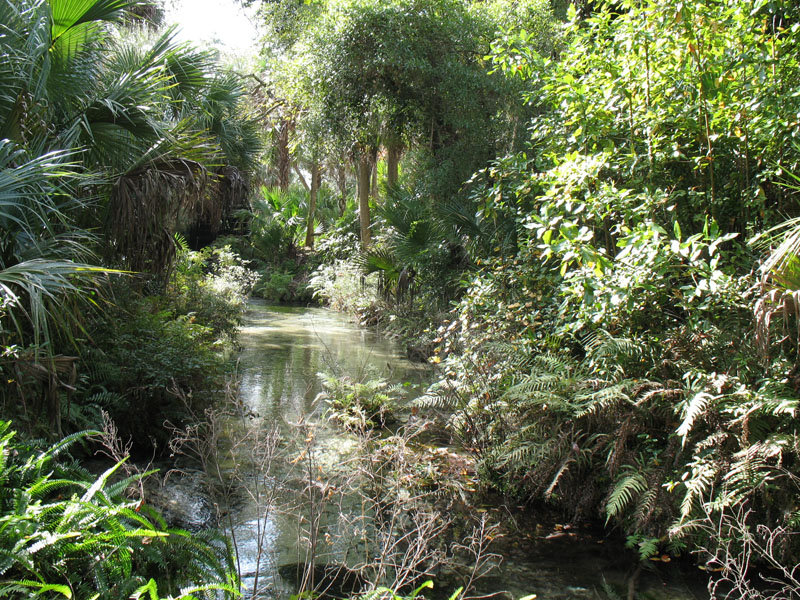
La source de Juniper Springs dans la forêt nationale d’Ocala

La forêt nationale d'Ocala est la seconde forêt nationale de Floride en taille. Elle s’étend sur 1 572,12 km2 au centre de la Floride à proximité de la localité d’Ocala. Il s’agit également de la forêt nationale la plus au sud des États-Unis continentaux. La forêt a été établie en 1908 ce qui fait d’elle la plus vieille forêt nationale à l’est du fleuve Mississippi.
Le mot Ocala dérive d’un terme des Amérindiens de la tribu Timucuas signifiant « Grand Hammock ».  Le quartier général du service des forêts des États-Unis qui gère les trois forêts nationales de Floride est localisé à Tallahassee. Un service local est toutefois présent à proximité dans la localité de Silver Springs et d’Umatilla.

## Géographie
La forêt est située entre la rivière Oklawaha et le fleuve Saint Johns au centre de la Floride. Elle couvre en partie les comtés de Marion, Lake, Putnam, et Seminole.
Avec ses millions de visiteurs chaque année, il s’agit de la forêt nationale de Floride qui attire le plus grand nombre de visiteurs. Elle abrite de nombreux biotopes typiques et rares de la région. Elle abrite ainsi le Pinus clausa mais aussi le pin des marais. Le sol est essentiellement sablonneux et perméable ce qui permet à l’eau de pluie de recharger l’importante aquifère de Floride. La zone se compose également de plus de 600 lacs et étangs, de sources et de nombreux marais. On y trouve des prairies humides, des cyprès, des nénuphars et diverses plantes aquatiques. La forêt englobe une petite partie du très important lac George.

Farles Prairie
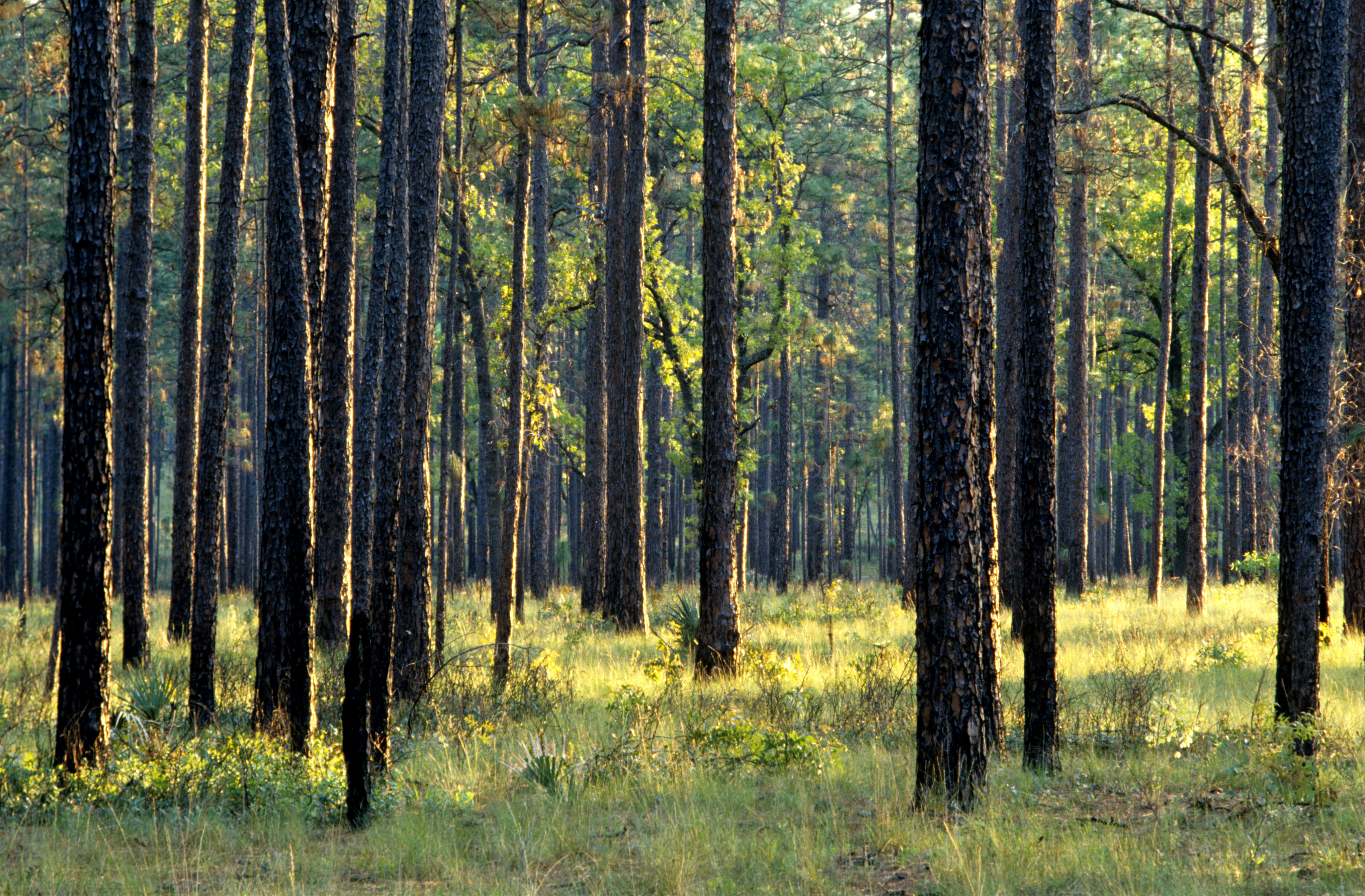
Pins palustres
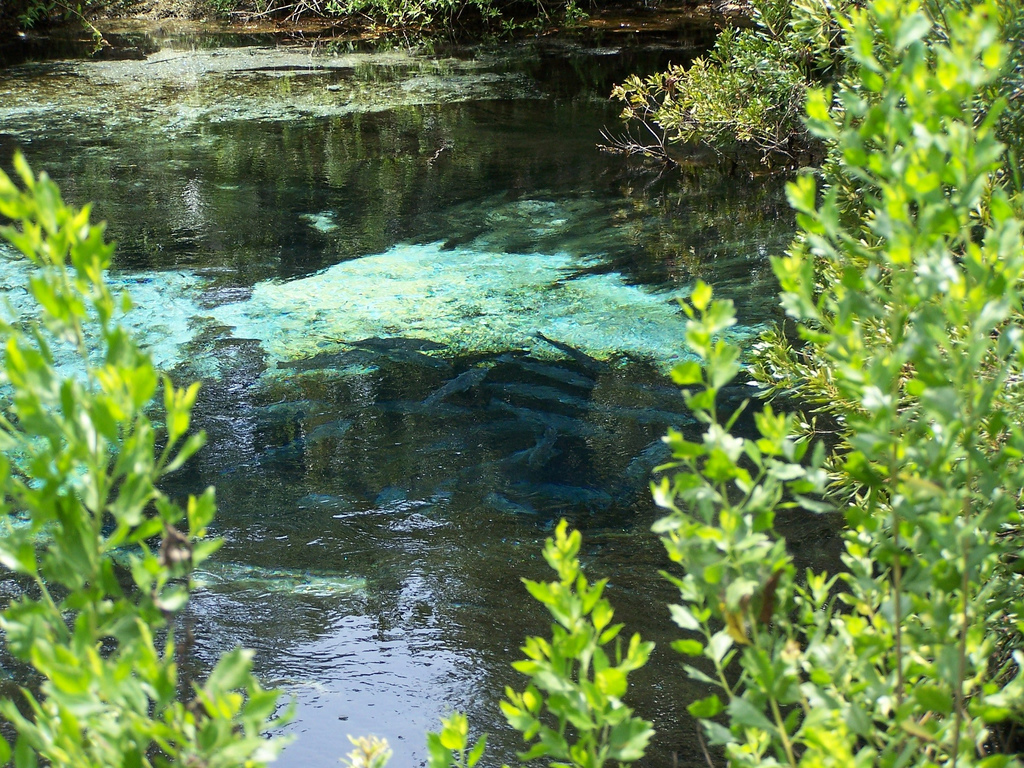
Silver Glen Springs
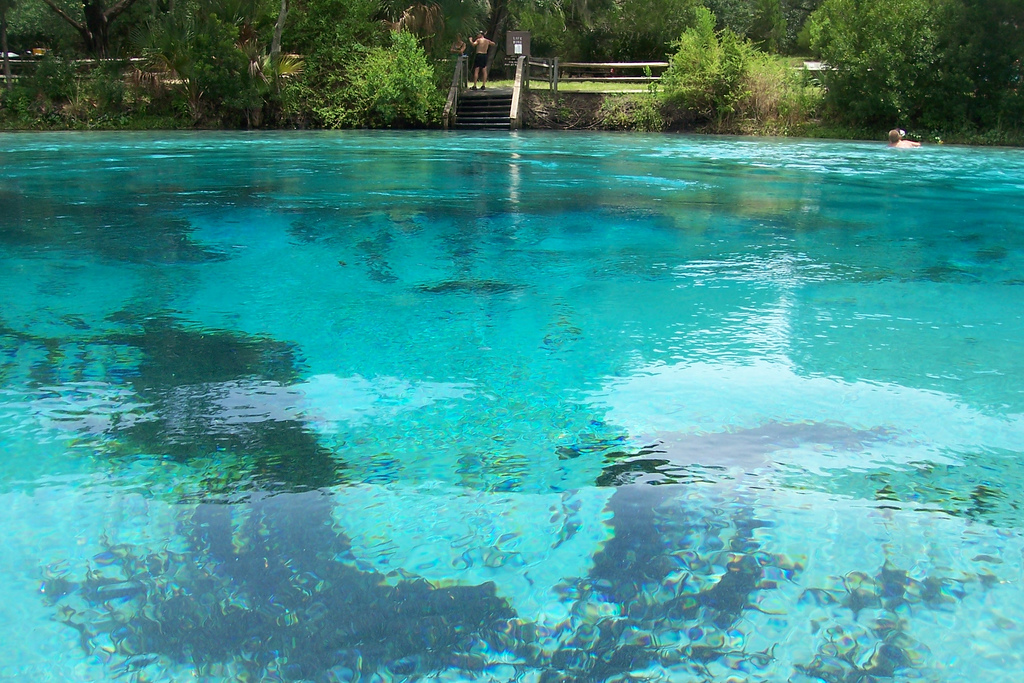
Silver Glen Springs
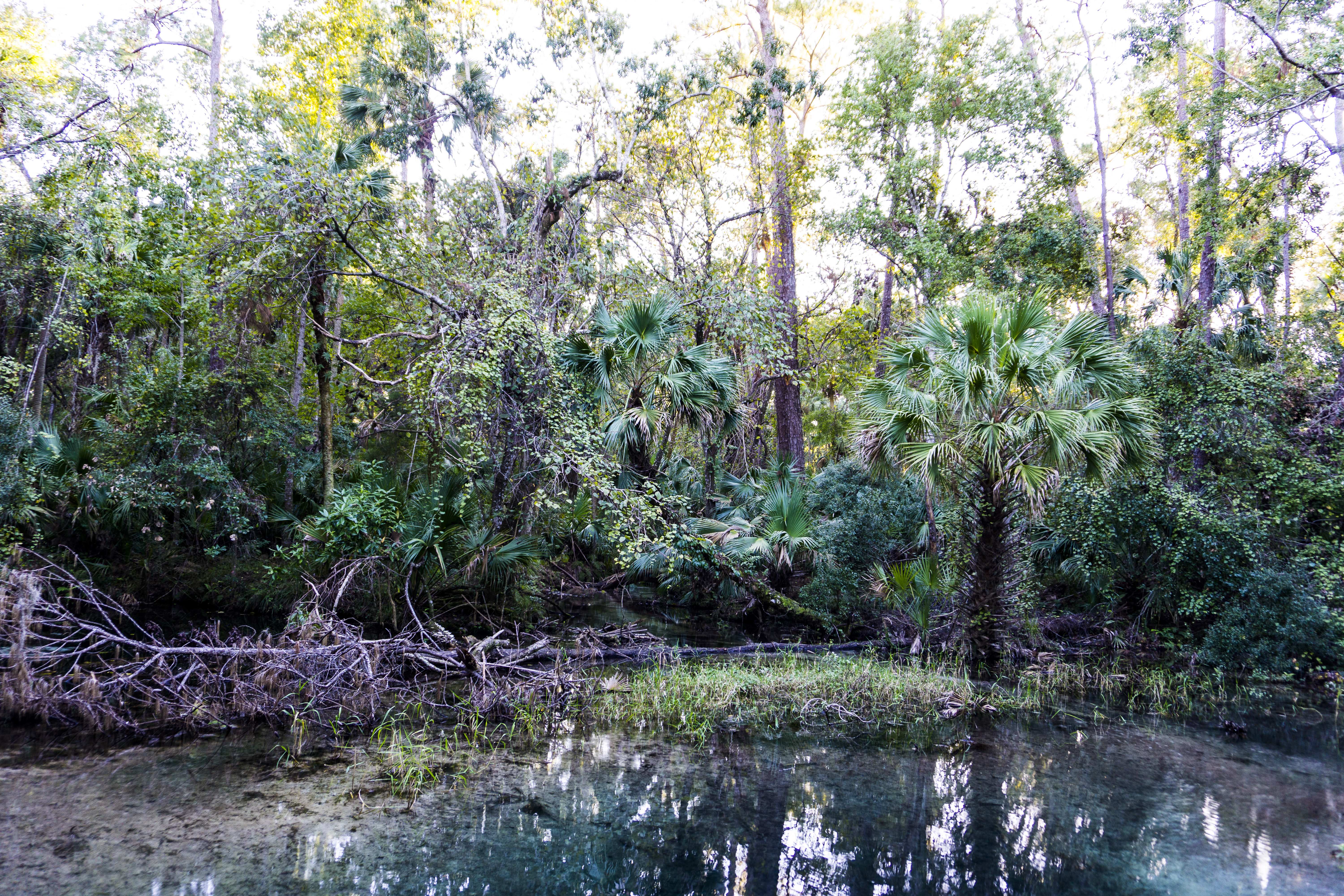
Forêt et marais

## Faune
La faune dans la forêt, très riche, se compose de l’ours noir, de l’alligator d'Amérique, du cerf de Virginie, du coyote, du renard gris, de l’opossum de Virginie, du raton laveur, de la loutre de rivière, du lynx roux, de la mouffette rayée et du tatou à neuf bandes. Le sol sablonneux est également propice à la Gophère polyphème.

## Activités
La forêt permet de pratiquer de nombreuses activités de loisir comme la pêche et la chasse avec permis obligatoire, la randonnée à pieds ou à cheval, les sports nautiques et le vélo tout terrain. De nombreux campings sont présents à travers la forêt. C’est à proximité du sentier de randonnée "The Yearling Trail" que le film Jody et le Faon fut filmé.
La Marine américaine dispose dans la forêt depuis plus de 50 ans d’une zone d’entrainement au tir de 23 km2. Chaque année, la zone reçoit près de 20 000 bombes larguées par des avions de chasse comme le F/A-18 Hornet en provenance de la base militaire de Jacksonville. La ville fantôme de Kerr City est également située dans la forêt.